# 高橋紳吾
高橋 紳吾（たかはし しんご、1952年 - 2005年8月14日）は、日本の精神科医。元東邦大学医学部附属大橋病院精神神経科助教授。

## 人物・経歴
広島県呉市の公務員の家に生まれる。広島県立呉宮原高等学校在学中人生に悩み、高校卒業後大谷大学文学部仏教学科に入るが、2年で中退し東邦大学医学部卒、1984年同大学院を修了し、博士論文「都市における憑依現象 宗教観からみた日本人の精神構造」で医学博士。1988年から1989年までルプレヒト・カール大学ハイデルベルク精神医学教室に留学し憑依現象の日独比較研究を行う。東邦大学医学部精神神経科医局長、同助手を経て、1987年から同講師。精神科病棟医長兼務。宗教団体の元信者のカウンセリングを長年行い、1995年のオウム真理教事件以後多くマスコミに出演、宮部みゆきの『模倣犯』でも協力者としてあげられるなど活躍したが、東邦大学医学部附属大橋病院精神神経科助教授在任中の2005年に死去。

## 著書
- 『きつねつきの科学 そのとき何が起こっている?』講談社ブルーバックス　1993
- 『洗脳の心理学 部下・恋人・妻を意のままに操る技法』ごま書房・ゴマブックス　1995
- 『超能力と霊能者』岩波書店　1997　叢書現代の宗教
- 『中途半端な人々』ごま書房　1998
- 『サイコパスという名の怖い人々 あなたの隣りにもいる仮面をかぶった異常人格者の素顔とは』河出書房新社・Kawade夢新書　1999

## 監修
- 『図解洗脳撃退マニュアル カルト宗教から、サブリミナル、悪徳商法まで』同文書院　1995　のち新書

## 参考
- 『きつねつきの科学』著者紹介